# Landschaftspark Debeli rtič

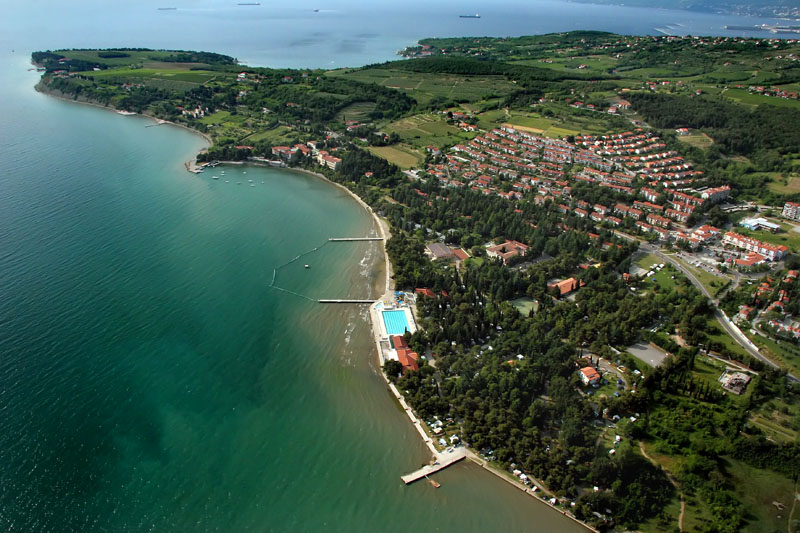
Blick über Ankaran zur Halbinsel mit dem Landschaftspark

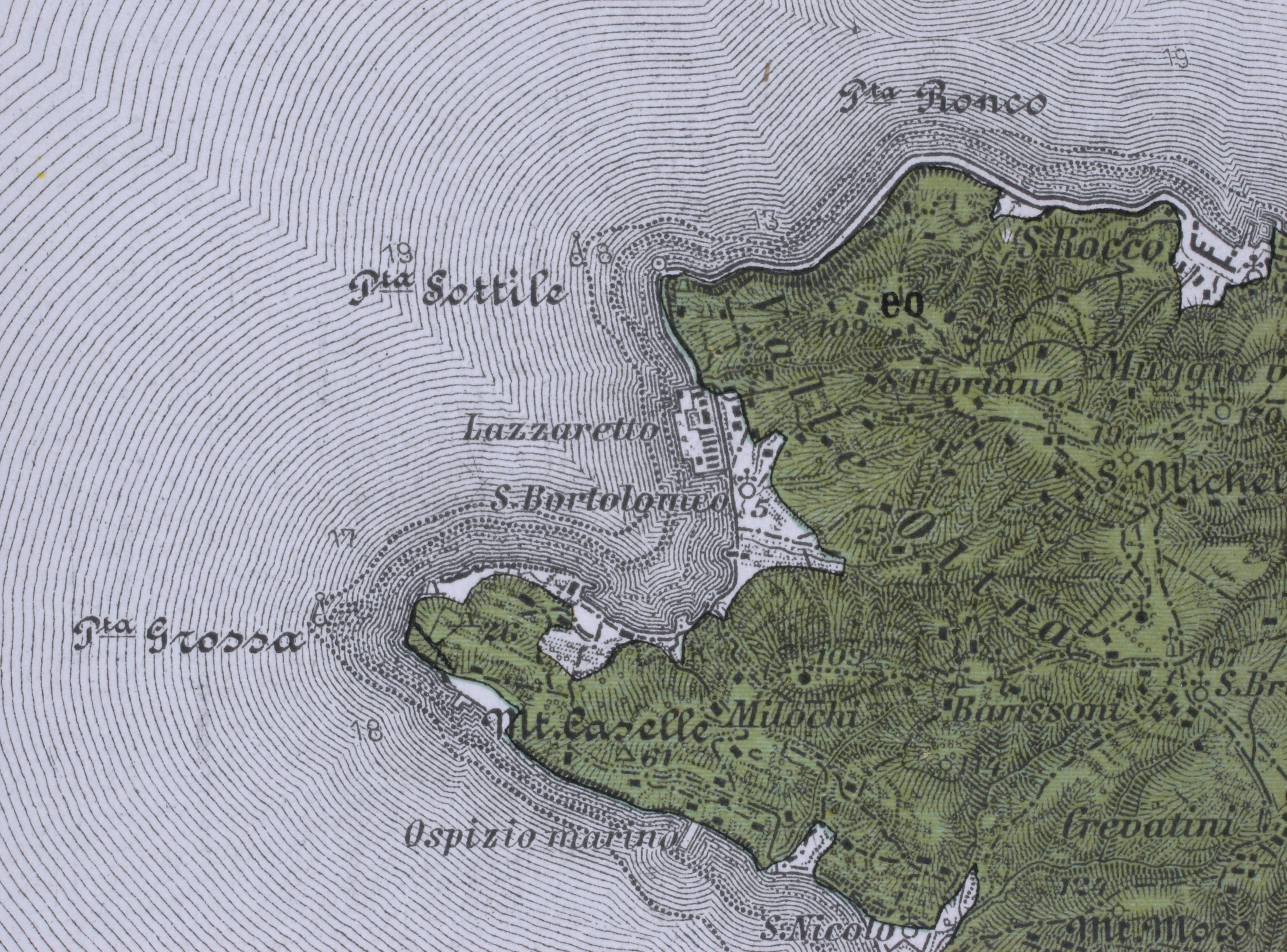
Ausschnitt einer historischen Karte (1920) von der Umgebung bei Punta Grossa

Der Landschaftsschutzpark Debeli rtič (slowenisch Krajinski park Debeli rtič; italienisch Parco naturale di Punta Grossa) gehört zu der slowenischen Gemeinde Ankaran in Nordistrien. Seine Fläche erstreckt sich auf der Halbinsel Ankaran (auch Halbinsel Muggia). Die Verwaltung des Landschaftsparks befindet sich an der Jadranska cesta 66.
Der Landschaftsschutzpark besteht aus einem Festlands- und einem Meeresbereich der küstennahen Adria. Er wurde 2018 von der Gemeinde Ankaran gegründet und steht seither unter ihrer Verwaltung. Dazu schloss die Gemeinde eine Vereinbarung mit dem Ministerium für Umwelt und Raumordnung. Dieser ging eine öffentliche Anhörung voraus, womit die Erweiterung eines bislang kleineren Schutzgebietes durch eine Verordnung des Ministeriums vorgesehen war.
Seine gesamte Fläche umfasst 340 Hektar, wovon 160 Hektar das angrenzende Meeresgebiet ausmachen. Die Uferzone ist abschnittsweise eine Steilküste, der im Flachwasser Areale des Flyschgestein vorgelagert sind, die einen geologischen Aufschluss bilden. Augenfällige Attraktionen sind dabei die Felsenküste Debeli rtič (italienisch Punta Grossa) mit Höhenwerten zwischen 12 und 36 Metern und die etwas weiter südlich gelegene Klippe Valdoltra sowie die Bucht Sv. Jernej (San Bartolomeo) im Norden der Halbinsel mit der Landzunge Rt. Svet Jerneja (Punta San Bartolomeo).
Weinberge bedecken einen großen Teil des Landschaftsparks. Darin befinden sich auch kleine Waldareale mit einheimischen Eichen, die ursprünglich auf der gesamten Halbinsel verbreitet waren. An der steilen Felsküste wachsen wärmeliebende Sträucher. Ein Saum eines dichten Waldes mit den einheimischen Baumarten Eiche, Schwarzbuche und Esche sowie der künstlich angepflanzten Seekiefer begrenzen die Küstenlinie. Das zum geschützten Bereich des Landschaftsparks gehörende Unterwasserriff wird von einer Sanddüne geschützt. Ein ausgedehnter und sehr flacher Küstenstreifen des Flysch erstreckt sich bis etwa 100 Meter in den Meeresraum und erreicht dabei nur selten eine Tiefe von mehr als fünf Metern.

## Schutzziele
Nach der staatlichen Verordnung Nr. 48/2018 sind als Schutzziele für den Landschaftspark folgenden Rahmenbedingungen getroffen worden:
- „die Erhaltung der natürlichen Werte, der biologischen Vielfalt und der landschaftlichen Vielfalt auf dem Festland und im Küstenbereich der Halbinsel unter Berücksichtigung des Flyschfelsens, der natürlichen Erhaltung der Küstenlinie und der langfristigen Wechselwirkung zwischen menschlichen Tätigkeiten und der Natur“
- „die Erhaltung der Vielfalt und der Merkmale des Gebiets, die für die Erhaltung der biologischen Vielfalt von Bedeutung sind, einschließlich Halophyten, Spartina, Rohrkolben und einheimischer Flaumeichen“
- „die Erhaltung der natürlichen Werte und der biologischen Vielfalt im Meer, die durch eine große Vielfalt an Lebensraumtypen auf offenem Meer sowie auf schlammigem und festem Meeresboden gekennzeichnet ist, wie z. B. Unterwassergrasland und Seegrasgemeinschaften der Sandbänke, die ständig von einer dünnen Schicht Meerwasser bedeckt sind, und Riffe sowie seltene, bedrohte und international geschützte Unterwasserlebensräume mit Meeresflora und -fauna wie Marangone, Schwämme, Steinkorallen, weiße Dattelmuscheln, Steckmuscheln und Seepferdchen.“

## Galerie

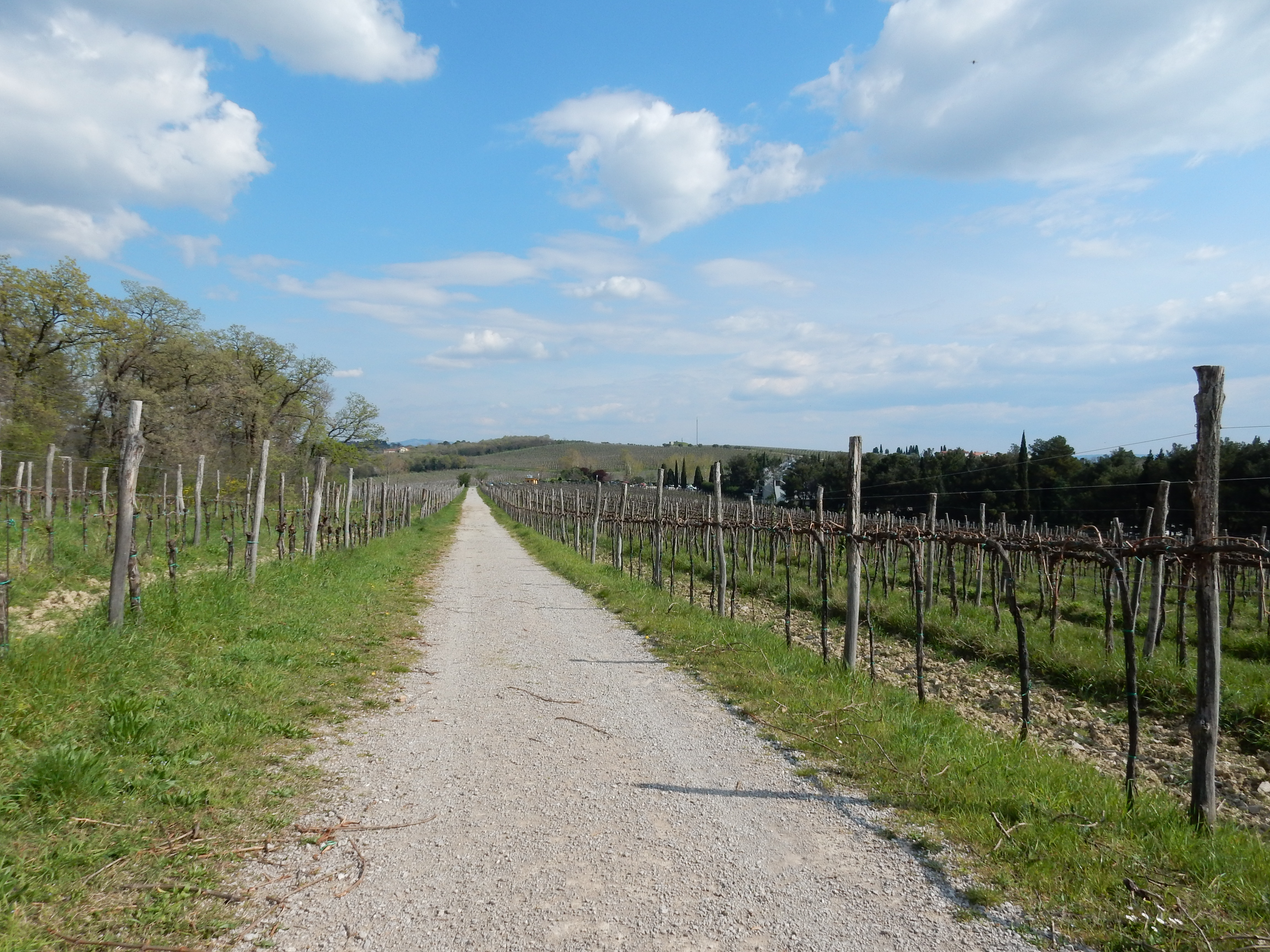
Weinberge am Debeli rtič, Blick nach Südosten
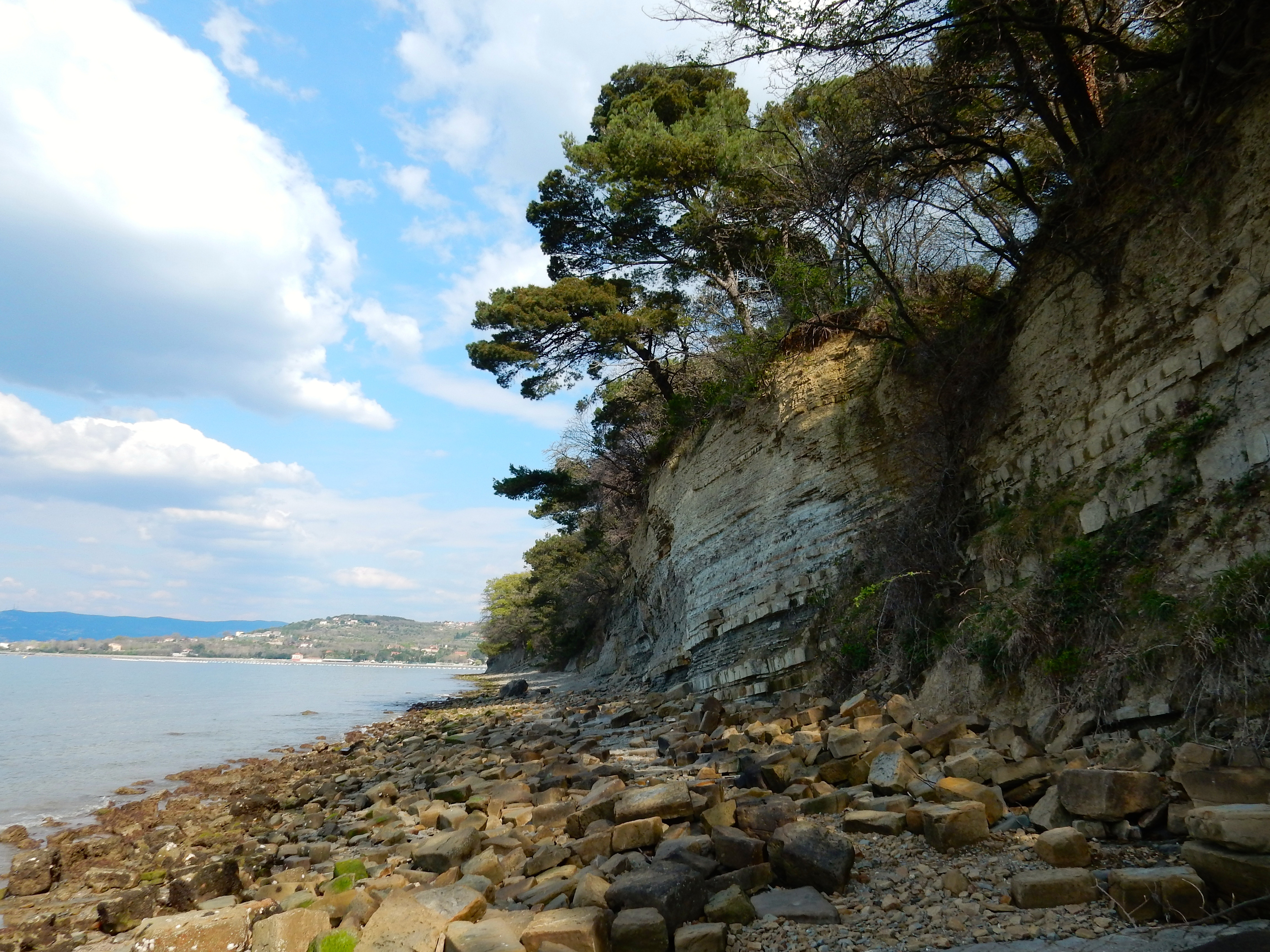
Steilküste mit Flysch-Schutt
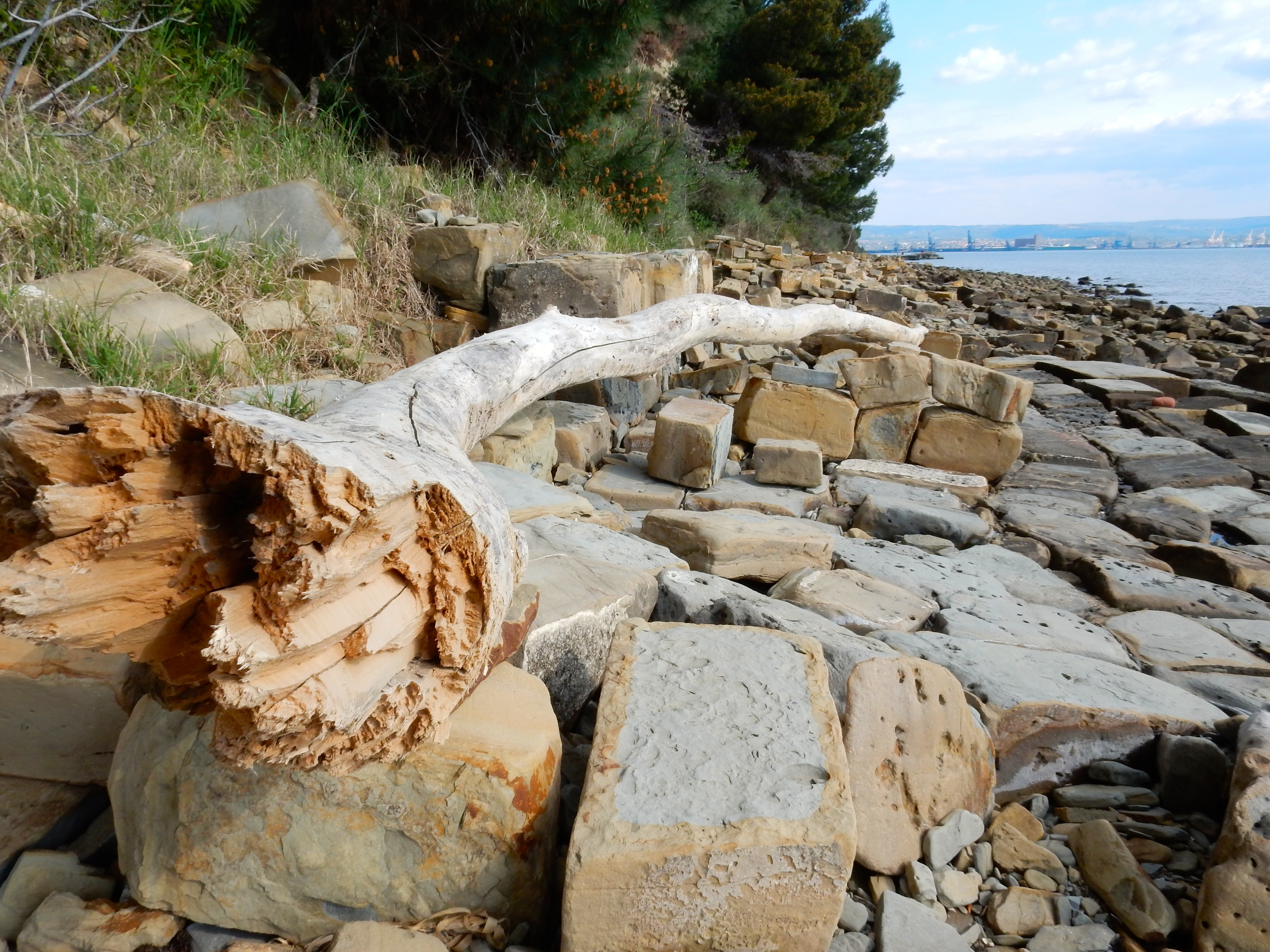
Felsbrocken am Strand, im Hintergrund der Hafen von Koper
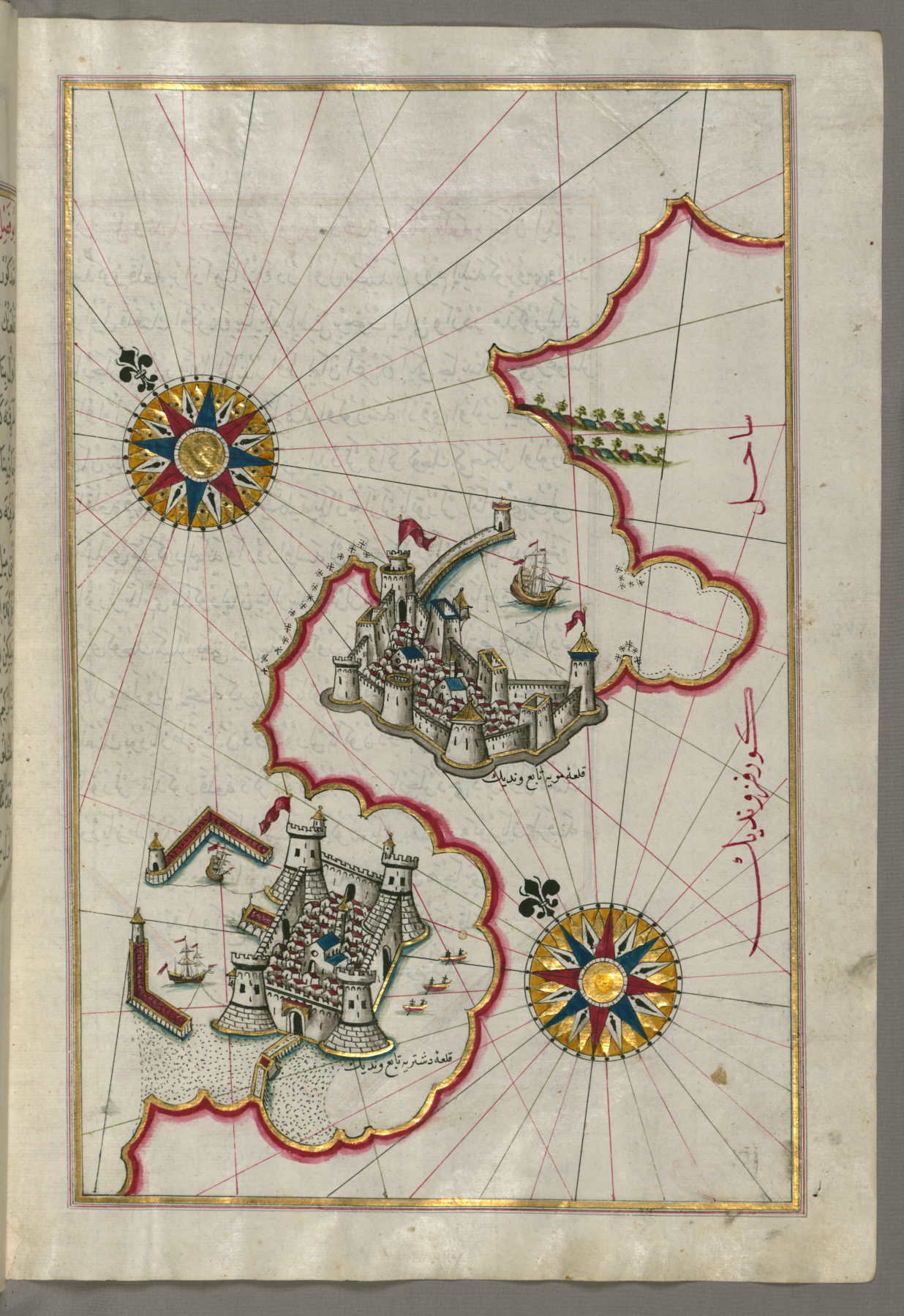
Piri Reis: Küstenlinie der Halbinsel zwischen Capodistria und Muggia, Illumination in einer mittelalterlichen Handschrift (ca. 11. Jahrhundert)